# Irene Polo
Irene Polo Roig (27 novembre 1909 - 3 avril 1942) est une journaliste, publiciste, agent littéraire pour le théâtre et traductrice espagnole. Elle a été l'une des premières femmes journalistes de la presse catalane. Irene Polo, active dans la défense des droits du travail, a participé à la création de l’Agrupació Professional de Periodistes (Association des journalistes professionnels). À cause de la guerre civile espagnole, elle a vécu les trois dernières années de sa vie en exil à Buenos Aires, où elle s'est suicidée à l'âge de 32 ans.

## Biographie
Irene Polo est née à Poble-sec, quartier de Barcelone, le 27 novembre 1909. Son père, Antonio Polo, policier, est décédé jeune. Sa mère s'appelait Francisca Roig. Comme beaucoup d'autres femmes de l'époque, elle n'a pas pu faire d'études. Elle a déménagé à Madrid en 1914.
Avant de faire carrière dans le journalisme, elle a travaillé comme responsable de la publicité pour la société de production cinématographique Gaumont. Elle a commencé sa carrière de journaliste au magazine Mirador (es) en 1930 et a travaillé professionnellement à Barcelone jusqu'en 1936. Les articles publiés pendant ces années dans Imatges (ca), La Humanitat (es), La Rambla (ca), L'Opinió (ca), L'Instant (ca), La Publicitat et Última Hora (es) sont des témoignages ironiques et brillants de la société et de la politique de l'époque. Elle a donné des articles sur la mode : l'apparition des pantalons pour femmes, celle du décolleté ; des rapports sur la vie sociale qui dénonçaient la mendicité à Barcelone, les mauvaises conditions de vie des travailleurs et des immigrants, et la vigilance politique, y compris celui dans lequel elle prétend être adepte de l'Action nationale jeunesse (es) ou des articles consacrés à la censure, alors qu'elle en était elle-même victime. En tant qu'envoyée spéciale, elle a rendu compte d'événements tels que le procès à Madrid du gouvernement catalan pour les événements d'octobre 1934 ou les grèves révolutionnaires dans les mines de Sallent et Súria. Elle a interviewé l'homme politique Santiago Casares Quiroga en Galice. Elle a combattu pour le droit du travail et a participé à la création de l'Agrupació Professional de Periodistes (Association des journalistes professionnels),.
Elle a participé, mais moins fréquemment, à d'autres périodiques : Films Selectos, Gran Proyector, El Be Negre, Mundo Gráfico, La Veu de Catalunya, El Noticiero Universal, la Revista de Catalunya.
Irene Polo, journaliste, a défendu les progrès dans la société, comme dans les pages de La Rambla le 28 décembre 1931, où elle publie une compilation d'entretiens avec des femmes marquantes de la société catalane (Aurora Bertrana, Carmen Cortés de Aguada, Mercè Plantada i Vicente (ca) et Margarita Xirgu) qui détaillent ce qu'elles espèrent en 1932, qui serait, selon Irene Polo, « une nouvelle ère pour notre féminisme ».
Elle est ouvertement homosexuelle et adepte du nudisme. Elle est membre du Cercle saphique de Madrid de Victorina Durán. Elle fonde, en 1933, l'Agrupació Professional de Periodistes (Association professionnelle des journalistes).
En 1936, Irene Polo se rend aux États-Unis en tant qu'agent de la compagnie théâtrale de Margarita Xirgu. Lorsque la compagnie a été dissoute en 1939, elle n'a pas pu retourner à Barcelone en raison de la guerre civile espagnole et a vécu en exil à Buenos Aires avec sa mère et ses sœurs, qui ont pu fuir la guerre. Là, elle a travaillé comme traductrice en français et en anglais pour les éditeurs Losada (es) et Sopena. En janvier 1940, elle accepte le poste de directeur de la publicité pour Xavier Serra, propriétaire des parfumeries Dana à Barcelone. 
Elle tombe dans une profonde dépression. Dans une correspondance avec le peintre Miquel Villà (es), elle avoue  souffrir de dépression nerveuse : « J'ai une dépression nerveuse terrible et une angoisse, je ne sais pas si je pourrai résister au cas où cela devrait durer plus longtemps ». Son amour pour Margarita Xirgu n'étant pas réciproque et l'impossibilité de retourner dans son pays la poussent à se suicider à Buenos Aires, le 3 avril 1942, à l'âge de 32 ans. Elle est enterrée au Cimetière de la Chacarita.

## Commentaires
- « Polo va revolucionar el periodisme dels anys 30 amb reportatges brillants i entrevistes inèdites, com quan va aconseguir la de Buster Keaton i el va fer riure. Una breu i intensa vida de pel·lícula, amb final tràgic inclòs. »[c],[12]
- « Irene Polo fue, sin duda, una de las representantes más potentes y brillantes de ese periodismo, protagonizado, en su gran – gran – mayoría, por hombres, como Víctor Alba, Carles Sentís, Sempronio, Tísner o Josep M. Planes. »[d],[6]

## Publications
- (pt) Irene Polo (édition de Glòria Santa Maria et Pilar Tur), La fascinació del periodisme. Cròniques (1930-1936), Barcelone, Quaderns Crema (es), 2003 (ISBN 84-7727-389-8, lire en ligne)

### Traductions
- Jules Sandeau, El dia sense demà, traduction de Le jour sans lendemain, Barcelona, Quaderns Literaris, 96, 1936
- Émile Zola, Miserias humanas, traduction de Pot-Bouille, Sopena Argentina, 1952
- Romain Rolland, Vida de Beethoven, Librería Hachette, 1945
- Octave Aubry, Vida Privada de Napoleon, Losada, 1939
- André Maurois, Ariel o la vida de Shelley, Losada, 1939
- Jane Austen, Orgullo y prejuicio, Juventud  Argentina, 1941
- Guy de  Pourtalès, Wagner:  historia  de  un  artista, Losada, 1941
- Jules Romains, El 6 de octubre ; El crimen de Quinette [Los hombres de buena voluntad], Losada, 1941

### Articles
- « Barcelona-Sitges-Barcelona, amb Buster Keaton, Lluís Alonso i Norma i Natàlia Talmadge », Imatges, 3 septembre 1930
- « “Any nou, vida nova”. Ara va de debò. Com veuen algunes dones catalanes l’any 1932 el primer que estrena la República i que inicia una era nova per al nostre Feminisme », La Rambla, 28 décembre 1931
- « Feminisme. Clara Campoamor i el vot de les dones », La Humanitat, 13 janvier 1932
- « Jornades tràgiques. Sallent, el cau de l’angúnia », La Rambla, 16 janvier 1933
- « Dret de defensa. El primer moviment d’Aliança Obrera », La Rambla, 19 mars 1934
- « Les modistes que aquesta nit no aniran a ballar », Última Hora, 13 décembre 1935
- « La Xirgu parla de Valle-Inclán a Última Hora », Última Hora, 7 janvier 1936